# 5894 Telč
Az 5894 Telc (ideiglenes jelöléssel 1982 RM1) a Naprendszer kisbolygóövében található aszteroida. Antonín Mrkos fedezte fel 1982. szeptember 14-én.